# 新扎姆基區
47°59′10″N 18°9′51″E / 47.98611°N 18.16417°E

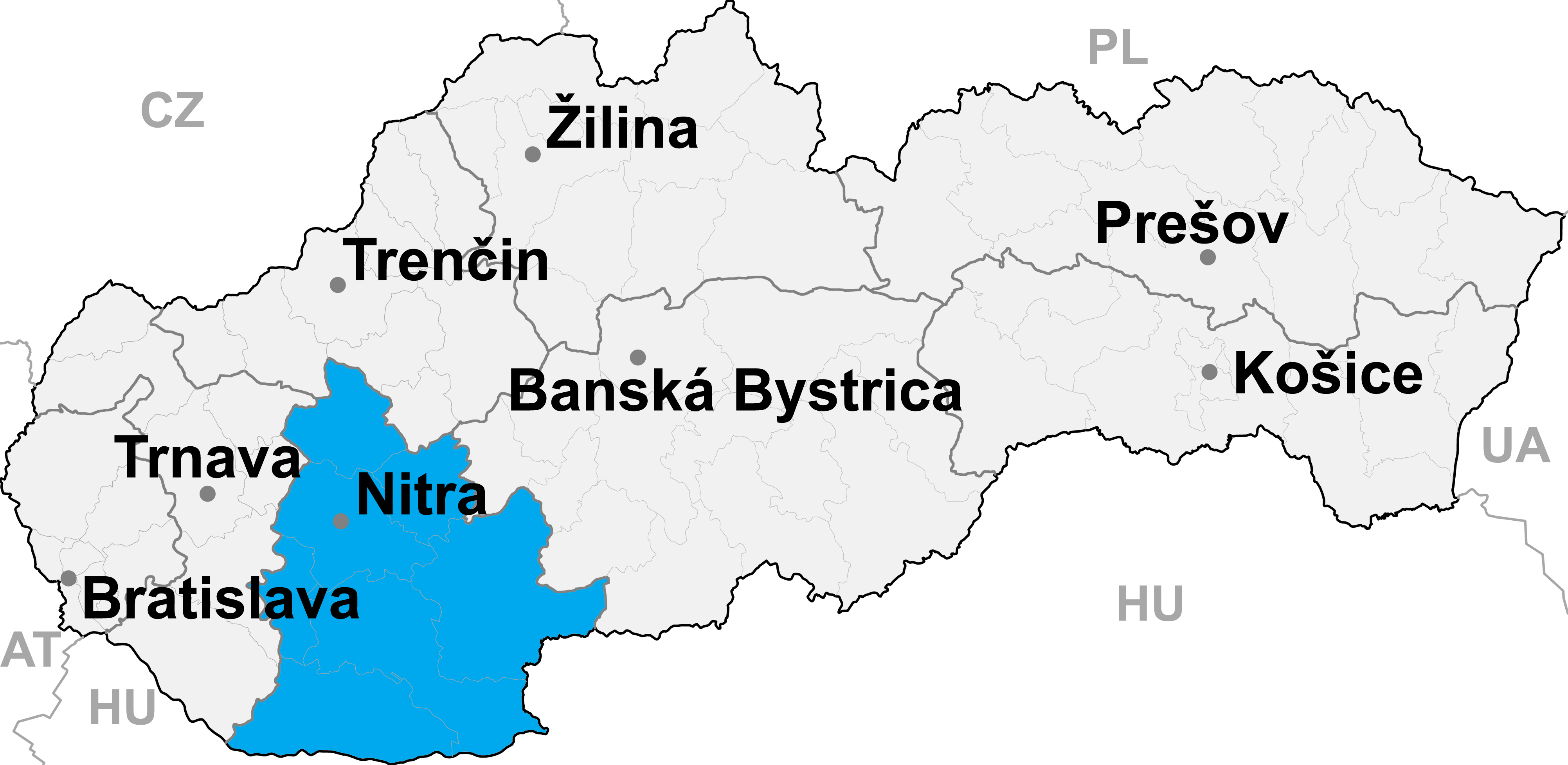

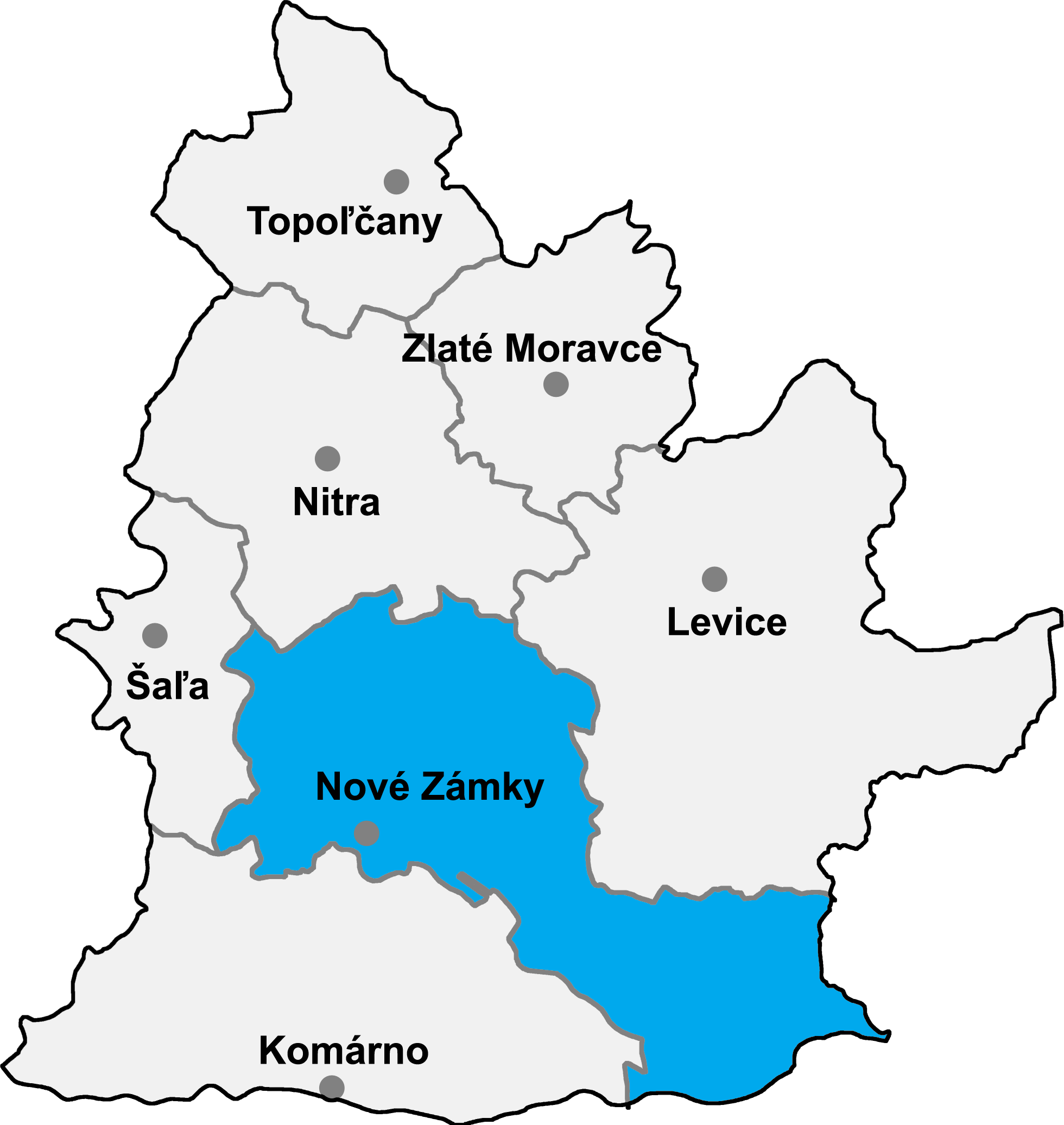

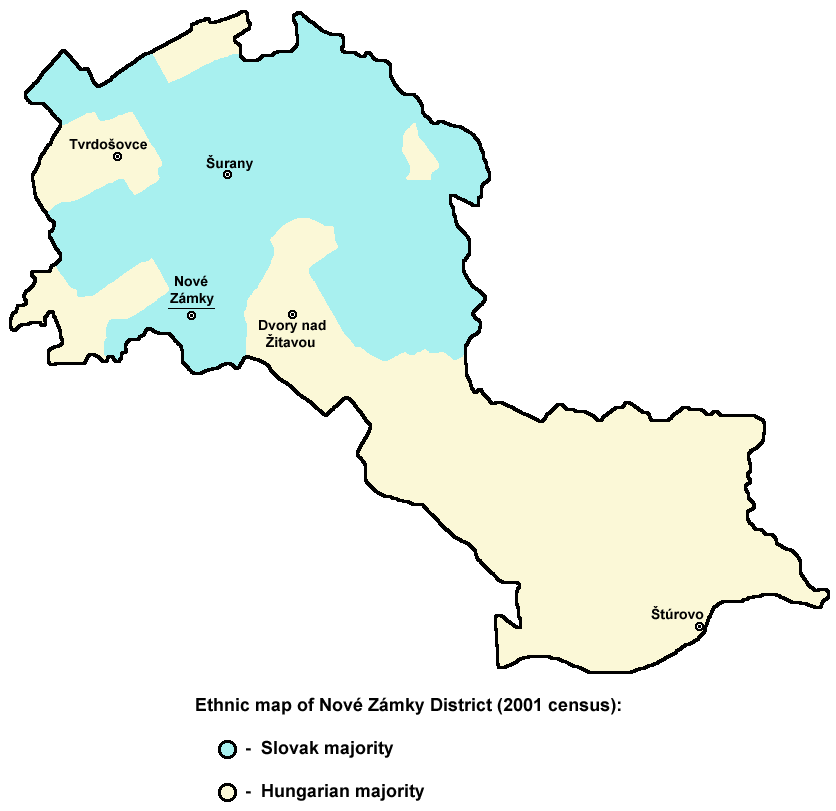
2right

新扎姆基區，是斯洛伐克的一個區，位於該國西南部，由尼特拉州負責管轄，面積1,347平方公里，2001年該區人口149,594，人口密度每平方公里110人。